# Witanki
Witanki (prononciation : [viˈtaŋki]) est un village polonais situé dans la gmina de Liw dans le powiat de Węgrów et en voïvodie de Mazovie dans le centre-est de la Pologne.
Ce village se trouve à environ 12 kilomètres au sud de Węgrów (chef-lieu du powiat) et à 74 kilomètres à l'est de Varsovie (capitale de la Pologne).

## Histoire
De 1975 à 1998, le village appartenait administrativement à la voïvodie de Siedlce.